# Świniowice
Świniowice (deutsch Schwinowitz, 1936–1945 Ebersheide) ist eine Ortschaft in Oberschlesien. Sie liegt in der Gemeinde Tworóg (Tworog) im Powiat Tarnogórski (Kreis Tarnowitz) in der Woiwodschaft Schlesien.

## Geografie
Świniowice liegt drei Kilometer südwestlich vom Gemeindesitz Tworóg, 16 Kilometer nordwestlich von der Kreisstadt Tarnowskie Góry (Tarnowitz) und 38 Kilometer nordwestlich von der Woiwodschaftshauptstadt Katowice (Kattowitz).

## Geschichte
Der Ort entstand im 13. Jahrhundert und wurde um 1295 im Liber fundationis episcopatus Vratislaviensis (Zehntregister des Bistums Breslau) erstmals urkundlich als „Swoynowitz“ erwähnt.
1818 wurde der Ort als Schwiniowitz sowie ferner als Swinawitz erwähnt. 1865 bestand Schwinowitz aus einem Dorf und einer Domäne, bestehend aus einem herrschaftlichen Vorwerk. Das Dorf hatte sieben Bauernstellen, zehn Gärtnerstellen, fünf Häuslerstellen mit Acker, elf Häuslerstellen ohne Acker, 44 Privatwohnhäuser und einen Kretscham (eine Gaststätte). Ferner war der Ort zu diesem Zeitpunkt nach Langendorf eingepfarrt.
Bei der Volksabstimmung in Oberschlesien am 20. März 1921 stimmten 62 Wahlberechtigte für einen Verbleib bei Deutschland und 173 für Polen. Schwinowitz verblieb beim Deutschen Reich. 1936 wurde der Ort in Ebersheide umbenannt. Bis 1945 befand sich der Ort im Landkreis Tost-Gleiwitz.
1945 kam der bisher deutsche Ort unter polnische Verwaltung und wurde in Świniowice umbenannt und der Woiwodschaft Schlesien angeschlossen. 1950 kam der Ort zur Woiwodschaft Kattowitz. 1999 kam der Ort zum wiedergegründeten Powiat Tarnogórski und zur neuen Woiwodschaft Schlesien.

## Sehenswürdigkeiten
- Kapelle Mariä Empfängnis mit Wegkreuz

## Wappen
Das Wappen zeigt einen Bauern auf einem Hügel, der auf seiner Schulter eine Sense trägt. Das Wappen weist auf den landwirtschaftlichen Charakter des Ortes hin.